# Guy Mairesse (pilote automobile)
Pour les articles homonymes, voir Guy Mairesse et Mairesse.
Guy Mairesse, né le 10 août 1910 à La Capelle (Aisne) et mort le 24 avril 1954 sur l'autodrome de Linas-Montlhéry, est un pilote automobile français.

## Biographie
Conducteur de camions avant la Seconde Guerre mondiale, il assiste à la Coupe du Salon courue sur l'autodrome de Linas-Montlhéry en 1946, sur invitation de Paul Valli. C'est à partir de ce moment-là que Guy commence à s'intéresser à la compétition automobile, et les résultats arrivent rapidement.

### Saison 1948
En 1948, il remporte la première édition du rallye Lyon-Charbonnières. Il achète ensuite à Paul Valli une Delahaye type 135, avec laquelle il remporte le Grand Prix des Frontières à Chimay et les 12 Heures de Paris. Avec la même voiture il remporte la victoire dans sa catégorie aux 24 Heures de Spa (quatrième au général). Il court également ses premières courses de Formule 1 à Linas-Montlhéry.

### Saison 1949
En 1949, il rejoint l'écurie France, et court désormais sur une Talbot-Lago T26C. Après une encourageante quatrième place à Pau, il remporte pour la deuxième fois consécutive le 17e Grand Prix des Frontières, devant Lance Macklin et Johnny Claes.

### Saison 1950
En 1950, il remporte de nouvelles victoires dans des courses de voitures de sport, lors de la coupe des États-Unis et de la Coupe du Salon à Linas-Montlhéry (récidivant la saison suivante pour cette dernière, toujours sur Talbot). Il termine également second à la 18e édition des 24 Heures du Mans  derrière les infatigables Rosier père et fils : Louis et Jean-Louis. Il participe ensuite au Grand Prix de Rouen où il termine troisième.
La saison 1950 fut également l'occasion pour le pilote français de courir une épreuve du championnat du monde de Formule 1, à Monza. Qualifié à une honorable onzième position sur la grille de départ, il perd beaucoup au premier tour et se retrouve dans le gruppetto jusqu'à la mi-course, quand un ennui mécanique l'oblige à abandonner.

### Saison 1951
L'équipe France disparaît par la suite, mais Guy a conservé les voitures pour la préparation au Mans, de même qu'une Talbot-Lago T26C pour la Formule 1 avec l'écurie de Belgique. Il dispute deux courses, d'abord en Suisse, la course inaugurale du championnat, où il termine dernier avec onze tours de retard, puis son Grand Prix national, qu'il termine neuvième avec le même écart. En voitures de sport, il court de nouveau au Mans en compagnie de Pierre Meyrat, et encore une fois l'équipage termine second, derrière cette fois les britanniques Peter Walker et Peter Whitehead sur Jaguar Type C. Il remporte une nouvelle fois la Coupe du Salon.

### Saison 1952
En 1952, il vend la monoplace et se consacre exclusivement aux courses de voitures de sport, avec une seconde place à Reims. L'année suivante, il participe une nouvelle fois au Mans, mais son moteur casse.

### Circonstances de sa disparition
Pendant les essais de la Coupe du Salon à Linas-Montlhéry le 24 avril 1954, Guy Mairesse, qui essayait la Talbot-Lago T26 GS qu'il partageait avec Georges Grignard, sort de la route en voulant éviter la Renault 4CV de Jean Gamot, occupant le milieu de la piste, en percutant un mur de béton et se tue au virage des Deux Ponts,,. Son épouse intente un procès au conducteur de la 4CV qui fut, l'année suivante, condamné à quatre mois de prison ferme pour non-respect du drapeau bleu.
Il est enterré au cimetière de la Capelle.